# Busy
Busy é uma comuna francesa na região administrativa de Borgonha-Franco-Condado, no departamento de Doubs. Estende-se por uma área de 5,2 km². Em 2010 a comuna tinha 648 habitantes (densidade: 124,6 hab./km²).